# Königshofen (Niedernhausen)
Königshofen ist seit 1971 ein Ortsteil der Gemeinde Niedernhausen im südhessischen Rheingau-Taunus-Kreis und liegt im Naturpark Rhein-Taunus.

## Geografische Lage

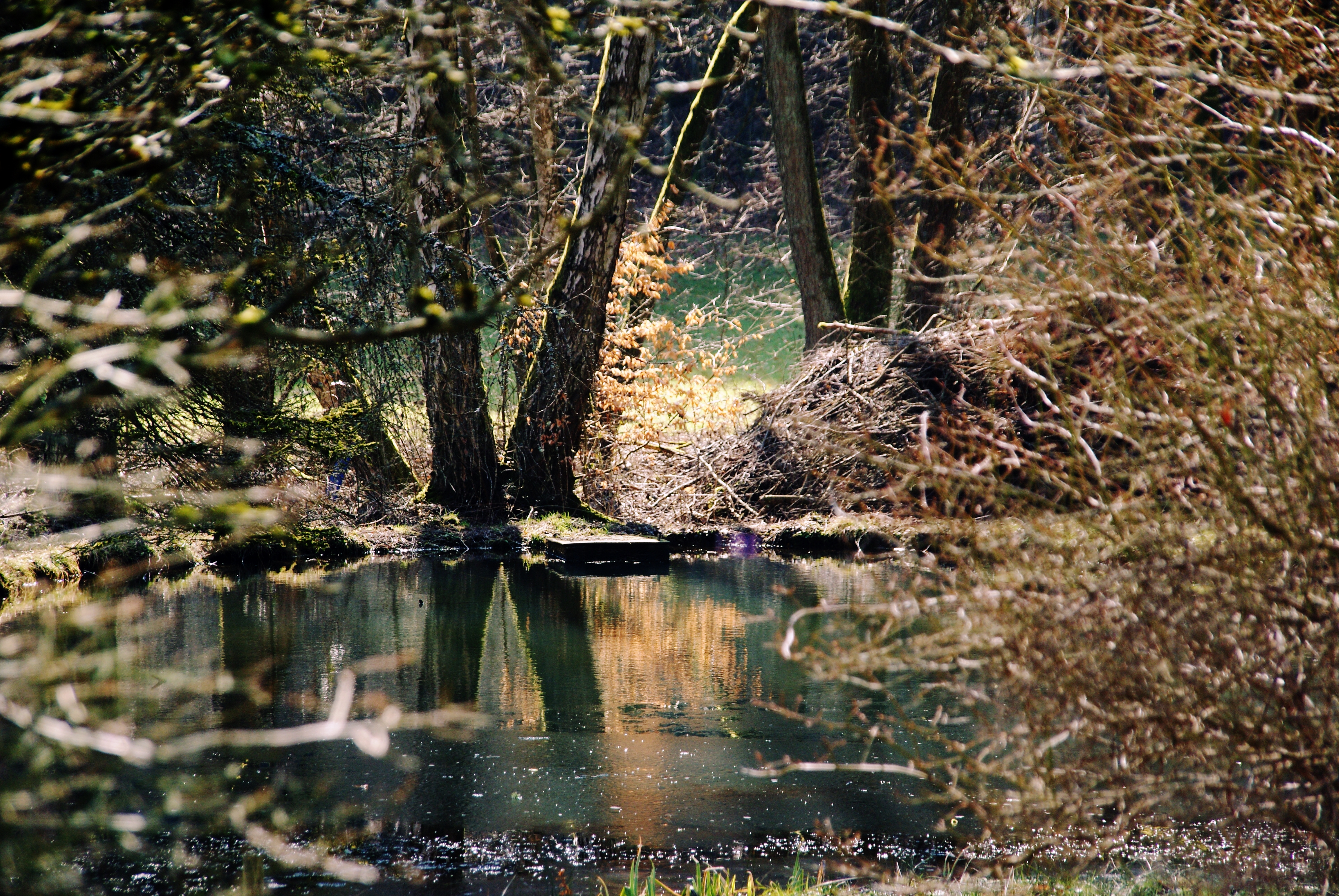
See im Theißtal

Königshofen liegt im waldreichen Hohen Taunus am Westhang des Daisbachtals, dem tiefsten Einschnitt durch den Taunushauptkamm, in einer Höhe von 295 Meter. Im Westen überragt der Zieglerkopf als Ausläufer der Hohen Kanzel (Höhe 597 Meter) den Ort. Jenseits des Daisbachs liegt ihr gegenüber im Nordosten die 517 Meter hohe Anhöhe, die in verschiedenen Himmelsrichtungen die Bergsporne Eselskopf, Hohler Stein, Buchwaldskopf und Nickel umfasst.
Zwischen diesen Erhebungen hindurch bündeln sich auf dem Gebiet von Königshofen die wichtigsten Nord-Süd-Verbindungen, die den Taunus durchqueren: die Main-Lahn-Bahn, die Bundesautobahn 3 und die Schnellfahrstrecke Köln–Rhein/Main.
Die Bebauung von Königshofen wird im Westen begrenzt durch die Bundesautobahn 3 und im Osten durch die Trasse der Main-Lahn-Bahn auf eine Breite von etwa 300 Meter. Nach Süden und Südosten geht die Bebauung unmerklich in die des Kernorts Niedernhausen über.
Die Gemarkung umfasst im Wesentlichen die Hanglagen westlich des Daisbachs und nördlich des Theißbachs, der durch das Naturschutzgebiet und FFH-Gebiet Theißtal von Niedernhausen fließt. Der höchste Punkt der Gemarkung liegt in der Ostflanke des Zieglerkopfs in 440 Meter Höhe. Unter dieser Stelle liegt der Niedernhausener Tunnel der Schnellfahrstrecke nach Köln.

## Geschichte
Überblick
Die älteste erhalten gebliebene urkundliche Erwähnung als Kunegishove weist auf den Anfang des 13. Jahrhunderts. Möglicherweise befand sich hier ein karolingischer Königshof als früher Verwaltungsmittelpunkt. 1283 verzichtet Gottfried III. von Eppstein gegenüber Graf Adolf von Nassau auf jegliches Recht in Cunegeshoven. Von dieser Zeit an bis 1866 gehörte Königshofen zu den nassauischen Stammlanden.
Nach dem Dreißigjährigen Krieg war Königshofen fast vollständig entvölkert. Graf Johannes von Nassau-Idstein siedelte wallonische Familien aus dem Hochstift Lüttich in Königshofen an. Dadurch wurde Königshofen eines der wenigen Orte mit katholischer Bevölkerung im protestantischen Nassau. Noch heute gibt es zahlreiche Nachkommen dieser Einwanderer.
Auf der Gemarkung standen an Daisbach und Theißbach einst drei Mühlen (Wiesen- oder Queckenmühle; Hartz- oder Hoffmannsmühle, welche beide in den Kirchenbüchern auch unter den Bezeichnungen Ober- und Unterkönigshofener Mühle zu finden sind; und die Mühle an der Hirschsuhle, im Volksmund Lumpenmühle genannt). 
Zur Zeit des Herzogtums Nassau gehörte Königshofen zum Amt Idstein. Nach der Annexion durch Preußen wurde es 1867 dem Untertaunuskreis im Regierungsbezirk Wiesbaden zugeordnet und 1928 dem neugebildeten Main-Taunus-Kreis.
Hessische Gebietsreform (1970–1977)
Im Zuge der Gebietsreform in Hessen fusionierten am 1. Oktober 1971 die Gemeinden Königshofen und Niedernhausen durch Grenzänderungsvertrag freiwillig zur erweiterten Gemeinde Niedernhausen. Sitz der Gemeindeverwaltung wurde Niedernhausen.
Im Verlauf der Gebietsreform gab es weitere Änderungen. Die Gemeinde Niedernhausen wurde um vier Ortsteile vergrößert und in den neu gebildeten Rheingau-Taunus-Kreis eingegliedert. Für alle Ortsteile wurden Ortsbezirke mit Ortsbeirat und Ortsvorsteher gebildet. Gleichzeitig war auch für die Bewohner von Königshofen nach 50 Jahren Bad Schwalbach wieder zur Kreisstadt geworden.

### Bevölkerung
Einwohnerentwicklung
- 1566: 15 Haushaltungen[1]

| Königshofen: Einwohnerzahlen von 1821 bis 2017 | Königshofen: Einwohnerzahlen von 1821 bis 2017 | Königshofen: Einwohnerzahlen von 1821 bis 2017 | Königshofen: Einwohnerzahlen von 1821 bis 2017 | Königshofen: Einwohnerzahlen von 1821 bis 2017 |
| --- | ---------------------------------------------- | ---------------------------------------------- | ---------------------------------------------- | ---------------------------------------------- |
| Jahr |                                                |                                                |                                                | Einwohner                                      |
| 1821 | 1821                                           |                                                | 258                                            | 258                                            |
| 1834 | 1834                                           |                                                | 293                                            | 293                                            |
| 1840 | 1840                                           |                                                | 274                                            | 274                                            |
| 1846 | 1846                                           |                                                | 313                                            | 313                                            |
| 1852 | 1852                                           |                                                | 311                                            | 311                                            |
| 1858 | 1858                                           |                                                | 285                                            | 285                                            |
| 1864 | 1864                                           |                                                | 285                                            | 285                                            |
| 1871 | 1871                                           |                                                | 264                                            | 264                                            |
| 1875 | 1875                                           |                                                | 393                                            | 393                                            |
| 1885 | 1885                                           |                                                | 304                                            | 304                                            |
| 1895 | 1895                                           |                                                | 315                                            | 315                                            |
| 1905 | 1905                                           |                                                | 378                                            | 378                                            |
| 1910 | 1910                                           |                                                | 498                                            | 498                                            |
| 1925 | 1925                                           |                                                | 594                                            | 594                                            |
| 1939 | 1939                                           |                                                | 750                                            | 750                                            |
| 1946 | 1946                                           |                                                | 861                                            | 861                                            |
| 1950 | 1950                                           |                                                | 972                                            | 972                                            |
| 1956 | 1956                                           |                                                | 1.045                                          | 1.045                                          |
| 1961 | 1961                                           |                                                | 1.140                                          | 1.140                                          |
| 1967 | 1967                                           |                                                | 1.307                                          | 1.307                                          |
| 1970 | 1970                                           |                                                | 1.340                                          | 1.340                                          |
| 1980 | 1980                                           |                                                | ?                                              | ?                                              |
| 1990 | 1990                                           |                                                | ?                                              | ?                                              |
| 2000 | 2000                                           |                                                | ?                                              | ?                                              |
| 2011 | 2011                                           |                                                | 1.803                                          | 1.803                                          |
| 2017 | 2017                                           |                                                | 1.799                                          | 1.799                                          |
| Datenquelle: Historisches Gemeindeverzeichnis für Hessen: Die Bevölkerung der Gemeinden 1834 bis 1967. Wiesbaden: Hessisches Statistisches Landesamt, 1968. Weitere Quellen: LAGIS Gemeinde Niedernhausen; Zensus 2011 |                                                |                                                |                                                |                                                |

Religionszugehörigkeit
| • 1885: | 046 evangelische (= 15,13 %), 258 katholische (= 84,87 %) Einwohner |
| • 1961: | 358 evangelische (= 31,40 %), 744 katholische (= 65,26 %) Einwohner |

## Wappen
Die ehemalige Gemeinde Königshofen führte in ihrer Geschichte nur ein Siegel, welches selbstredend für den Ortsnamen einen weißen Königshof mit roten Dächern auf blauem Grund zeigt. Zwischen zwei Türmen befindet sich eine goldene Krone, welche als Vorlage für einen Wappenvorschlag diente. Der auf dieser Seite gezeigte Wappenvorschlag wurde auf Beschluss des Ortsbeirates durch das ehemalige Gemeindesiegel ersetzt.

## Kultur

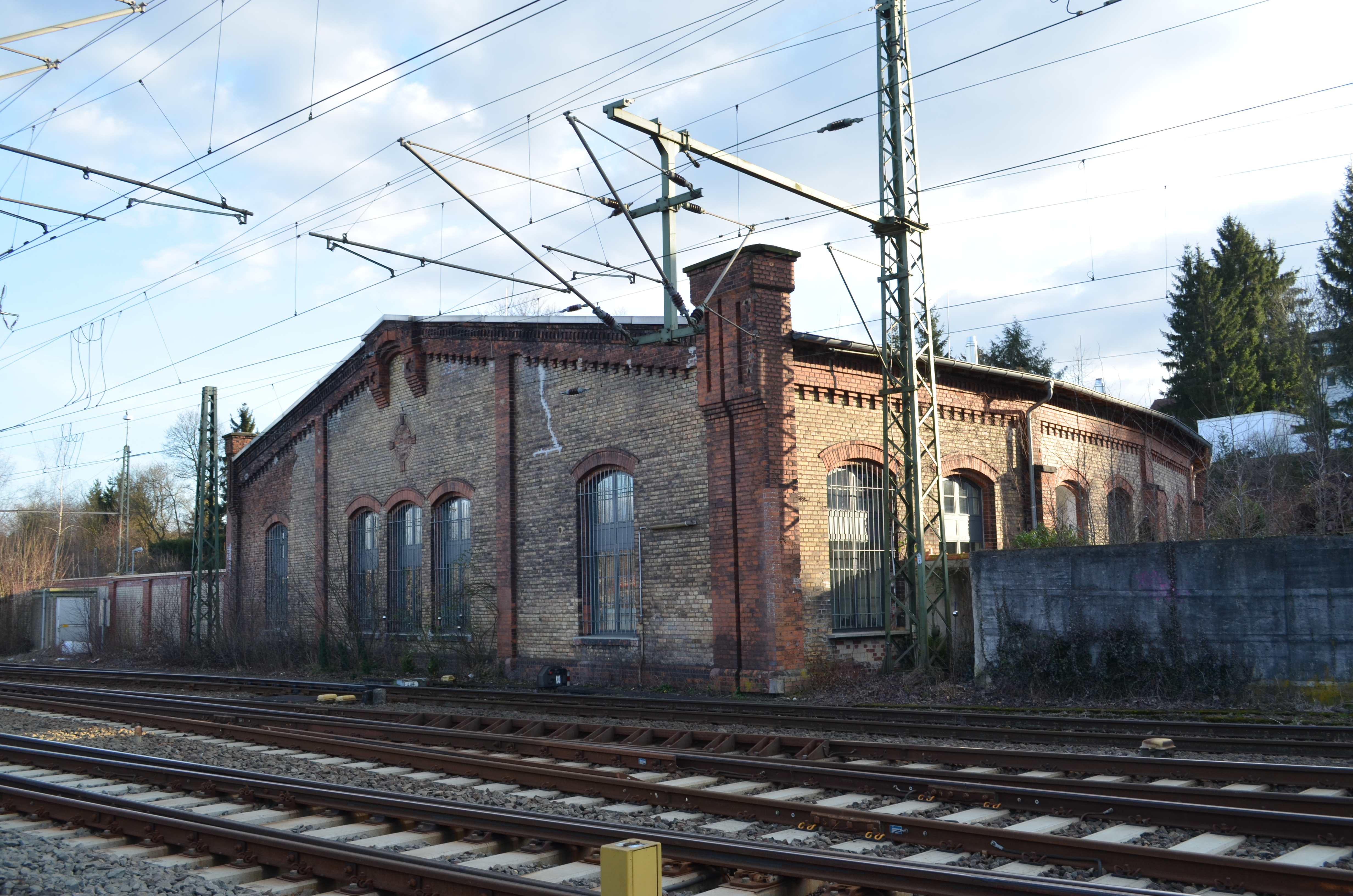
Denkmalgeschützter Lokomotivschuppen

Für die Kulturdenkmäler des Ortsteils siehe die Liste der Kulturdenkmäler in Königshofen. Die nördliche Hälfte der Theißtalbrücke steht auf dem Gebiet von Königshofen. Sie dominiert das Landschaftsbild und steht unter Denkmalschutz. Auch ein ebenfalls unter Denkmalschutz gestellter Wasserturm und ein Lokomotivschuppen im Bahnhofsgelände gehören zu Königshofen. Beide wurden zu Wohnzwecken umgebaut.

## Verkehr
Königshofen liegt an der Kreisstraße K 705, die vom südöstlich angrenzenden Kernort Niedernhausen nach Nordwesten in Richtung Niederseelbach führt. Der Bahnhof Niedernhausen als S-Bahn-Endhaltestelle der Linie S2 ist vom Ortsmittelpunkt Königshofen nur etwa 800 Meter entfernt. Bis zur Anschlussstelle Niedernhausen der Autobahn sind es drei Kilometer.